# 730.
730. je četrto desetletje v 8. stoletju med letoma 730 in 739. 